# Chi Mã rạng
Chi Mã rạng hay chi Ba soi (danh pháp khoa học: Macaranga) là một chi lớn, bao gồm các loại cây thân gỗ của khu vực nhiệt đới Cựu thế giới, thuộc họ Đại kích (Euphorbiaceae) và là chi duy nhất của phân tông Macaranginae. Có nguồn gốc từ châu Phi, châu Á và châu Đại Dương, chi này bao gồm khoảng trên 300 loài khác nhau. Các loài thực vật này đáng chú ý vì khả năng tái định cư, nghĩa là chúng thuộc về nhóm thực vật có khả năng xuất hiện đầu tiên trên các vùng đất bị bỏ hoang.

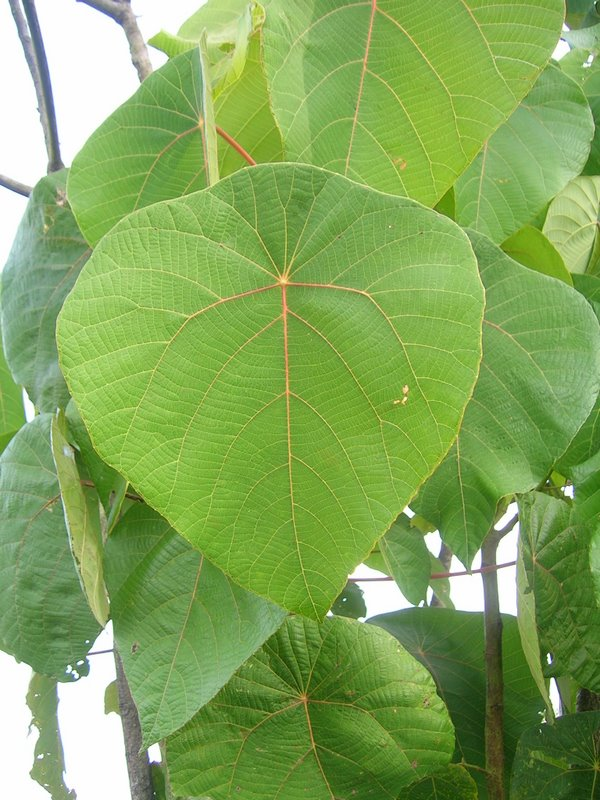
Macaranga peltata từ Tây Ghats

Các loài trong chi Macaranga bị ấu trùng của một số loài thuộc bộ Cánh vẩy (Lepidoptera) phá hại, chẳng hạn như Endoclita malabaricus.
Chi Macaranga về mặt hình thái học đã thích nghi với vỏ thân cây mỏng để tạo ra domatia (nhà ở) cho các loài kiến từ chi Crematogaster, và các loài kiến này lại bảo vệ cho cây không bị các loài động vật khác phá hại. 

## Danh sách loài
Macaranga acerifolia

Macaranga capensis

Macaranga denticulata

Macaranga indica

Macaranga mappa

Macaranga tanarius

Macaranga trichocarpa

Macaranga triloba

v.v

## Sử dụng
Nhựa gôm Macaranga, một loại nhựa màu đỏ, thu được từ cây mã rạng Ấn Độ (Macaranga indica).

## Đồng nghĩa
Các tên gọi sau đây là đồng nghĩa của chi này:
- Adenoceras Rchb.f. & Zoll. cũ Baill.
- Mappa A.Juss
- Mecostylis Kurz cũ Teijsm. & Binn.
- Pachystemon Blume
- Panopia Noronha cũ Thouars
- Phocea Seem.
- Tanarius Kuntze